# B.B. (曲)
「B.B.」（ビー・ビー）は、新藤晴一（ポルノグラフィティ）とSHOCK EYE（湘南乃風）、トラックメイカーの篤志が結成したユニット、THE 野党の1stシングル。2014年3月19日にSME Recordsから発売された。

## 概要
- グループ初のシングルで、初のアニメタイアップ。

## 収録曲
1. B.B. (3:48)
  - 読売テレビ・日本テレビ系アニメ『宇宙兄弟』オープニングテーマ。
2. PLUS ONE (4:34)
3. RAKUEN -SONPUB Remix-
  - 「8:10 PM」収録曲のリミックスバージョン。

## 演奏参加
- SHOCK EYE：ボーカル
- 新藤晴一：ギター
- 篤志：キーボード